# ماكس سياندري
ماكس سياندري (بالإيطالية: Maximilian Sciandri)‏ مواليد 15 فبراير 1967 في دربي، هو دراج إنجليزي سابق في صنف سباق الدراجات على الطريق. سبق أن شارك في دورة الألعاب الأولمبية الصيفية وفاز بميدالية أولمبية.

## سجل النتائج

### سباقات أو مراحل فاز بها
- طواف فرنسا
- طواف إيطاليا

## الميداليات
| الميدالية | المسابقة                       |
| --------- | ------------------------------ |
| برونزية   | الألعاب الأولمبية الصيفية 1996 |

## وصلات خارجية
- الموقع الرسمي

## روابط خارجية
- ماكس سياندري على موقع أرشيف الدراجات (الإنجليزية)
- ماكس سياندري على موقع إحصائيات الدراجات الإحترافية (الإنجليزية)
- ماكس سياندري على موقع CycleBase (الإنجليزية)
- ماكس سياندري على موقع أوليمبيديا (الإنجليزية)
- ماكس سياندري على موقع اتحاد ألعاب الكومنولث (مؤرشف) (الإنجليزية)